# Conr. Rein Söhne

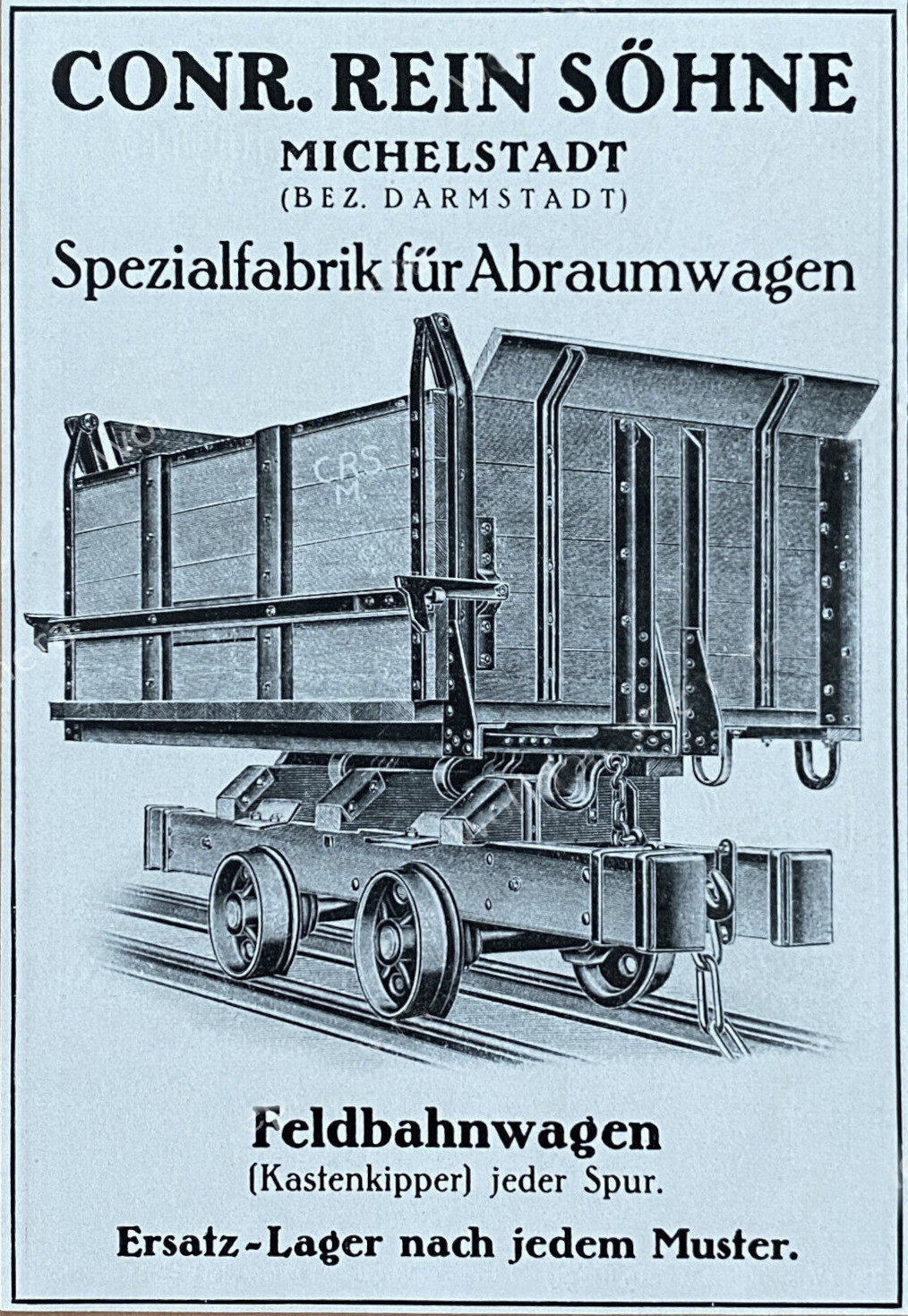
Conr. Rein Söhne Michelstadt (Bez. Darmstadt), Spezialfabrik für Abraumwagen, 1919

Die Firma Conr. Rein Söhne war eine Eisengießerei und Spezialfabrik für Eisenbahnwagen in Michelstadt.

## Geschichte
Die Firma Conrad Rein wurde 1860 gegründet. Sie hatte ihren Firmensitz in Steinbach bei Michelstadt. 1912 erwarb Conrad Rein das Meyer’sche Sägewerk am Unteren Weg für 27.000 Mark. Die Firma hatte daraufhin drei Hauptgeschäftsfelder:
- Spezialfabrik für hölzerne Feldbahnwagen
- Eisengießerei für Bau-, Maschinen-, Handels- und Kanalisationsguss
- Dampfsägewerk

Sie stellte unter anderem Holzkasten-Kippwagen, landwirtschaftliche Maschinen und Jauchepumpen her. Weitere Produkte waren Radsätze, Lager, Lagermetall, Schienennägel Zughaken und Federn.
1973 meldete sie die Insolvenz an.

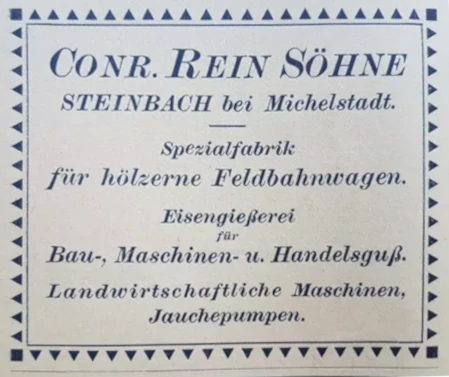
Anzeige, Festschrift des Bundes-Sängerfestes in Michelstadt, 1914
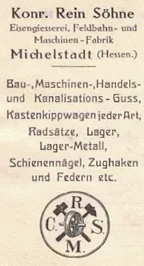
Produktbeschreibung und Firmenlogo, 1923
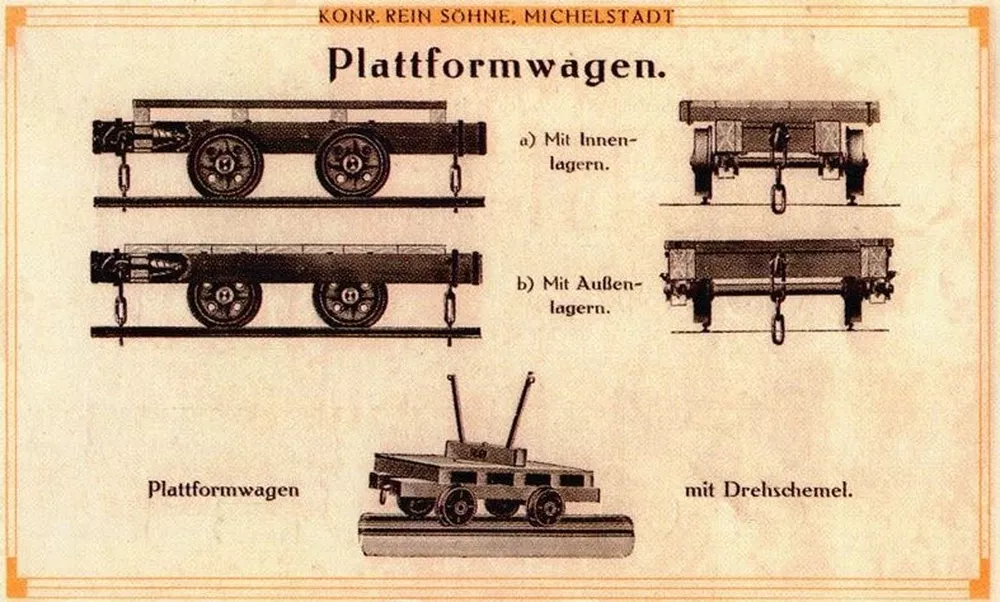
Plattformwagen mit Innen- o. Außenlagern sowie mit Drehschemel